# Erich Bohnekamp
Erich Bohnekamp (* 27. August 1901 in Drevenack; † 2. Juni 1955 ebenda) war ein deutscher Kommunalpolitiker und ehrenamtlicher Landrat (CDU).

## Leben und Beruf
Nach dem Abitur 1919 in Duisburg studierte Bohnekamp Agrarwissenschaften an der Universität Bonn. 1921 wurde er Mitglied des Corps Rhenania Bonn. Nach Abschluss des Studiums als Diplom-Landwirt 1922 war er in Drevenack in der väterlichen Fa. H. Bohnekamp GmbH & Co. beschäftigt. Er war verheiratet und hatte vier Kinder.
Mitglied des Kreistages des ehemaligen Landkreises Rees war er von 1946 bis 1955. Vom 25. November 1952 bis zu seinem Tod am 2. Juni 1955 war er Landrat des Landkreises Rees. Außerdem war er von 1946 bis 1954 Bürgermeister des Amtes Schermbeck.
Von 1953 bis 1955 war er Mitglied der Landschaftsversammlung des Landschaftsverbandes Westfalen-Lippe.